# David Palmer
Dee Palmer (născută David Gerald Palmer) este o compozitoare engleză, aranjoare și claviaturistă cel mai cunoscută ca fiind membră a trupei rock, Jethro Tull. Palmer este transexuală și, pentru mulți ani, a fost cunoscută ca David Palmer incluzând aici și perioada din Jethro Tull. Este foarte deschisă despre transexualitatea ei.